# Nasiłów (Lublin)
Pour les articles homonymes, voir Nasiłów.
Nasiłów (prononciation [naˈɕiwuf]) est un village de la gmina de Janowiec du powiat de Puławy dans la voïvodie de Lublin, situé dans l'est de la Pologne.
Il se situe à environ 5 kilomètres à l'est de Janowiec (siège de la gmina), 10 kilomètres au sud de Puławy (siège du powiat) et 45 kilomètres à l'ouest de Lublin (capitale de la voïvodie).
Le village compte approximativement une population de 350 habitants.

## Histoire
De 1975 à 1998, le village est attaché administrativement à l'ancienne voïvodie de Lublin.

Depuis 1999, il fait partie de la nouvelle voïvodie de Lublin.